# Jaguar C-X75
El Jaguar C-X75 es un automóvil conceptual híbrido eléctrico de dos asientos de Jaguar, que debutó en el Salón del Automóvil de París 2010. El concepto C-X75 produce 778 caballos de fuerza a través de cuatro motores eléctricos, cada uno de los cuales impulsa una de las cuatro ruedas. Las baterías que impulsan estos motores se recargan utilizando dos microturbinas de gas alimentadas por gasóleo en lugar de un motor de cuatro tiempos convencional. Es descrito como un modelo de las ideas que influirán en el diseño y la tecnología del futuro.
En mayo de 2011 Jaguar anunció planes para construir a partir de 2013 hasta 2015 una producción limitada del Jaguar C-X75, con un motor reducido impulsado a gasolina en lugar de las microturbinas de gas del modelo conceptual. El precio del vehículo híbrido eléctrico enchufable fue estimado entre £700 000 – £900 000 (US$1,15 – US$ 1,48 millones) dependiendo de los mercados y los impuestos locales. Un máximo de 250 coches fueron planeados para ser construidos en colaboración con el equipo de Fórmula 1 Williams F1. Se esperaba que la versión de producción tendría un rango eléctrico de 50 km. En diciembre de 2012, el fabricante de automóviles anunció la cancelación de la producción debido a la crisis económica mundial. El coche debutó en Spectre, la vigesimocuarta película de James Bond.

## Motor y rendimiento
En términos de rendimiento, Jaguar había previsto un objetivo de su futuro supercoche de alcanzar 330 km/h y una aceleración de 0 a 100 km/h en 3,4 segundos y de 80 a 145 km/h en 2,3 segundos. Está alimentado por cuatro motores eléctricos de 145 kW (194 CV) - uno para cada rueda - que producen 780 caballos de fuerza (582 kW) y una potencia total de par de 1600 N•m (1180 lbf•ft). Inherente en el tren motriz es la capacidad para conducir de forma independiente cada rueda en todo el rango de velocidades, conocida como vectorización de esfuerzo de torsión. Cada motor pesa 50 kilogramos.
Las microturbinas de gas generan electricidad suficiente para ampliar el rango del coche a 900 km, mientras produce 28 gramos de CO2 por kilómetro en el ciclo de pruebas. Mientras corre únicamente en energía de batería, el C-X75 tiene un rango eléctrico de 110 km. Entre otras ventajas, las microturbinas utilizadas en el C-X75 se pueden ejecutar en una gama de los combustibles incluidos diésel, biocarburantes, gas natural comprimido y gas licuado de petróleo. El paquete de baterías de iones de litio de 15kWh pesa 185 kilogramos. Jaguar calcula el promedio de emisiones de carbono de 28 g/km en ciclo de pruebas, sin embargo, la emisión de carbono es de alrededor de 150 g/km si las turbinas están funcionando.
Jaguar también se centró en la aerodinámica con el fin de mejorar el rendimiento. Por ejemplo, el difusor trasero de fibra de carbono que guía el flujo de aire de debajo del coche creando fuerza hacia abajo, e incluye un perfil aerodinámico activo y se reduce automáticamente cuando la velocidad aumenta. Por otra parte, el C-X75 cuenta con un chasis inspirado en el diseño aeroespacial, de aluminio extrusionado, ahorrando en el peso y mejorando la sostenibilidad y el rendimiento.

## Producción
En mayo de 2011 Jaguar dio a conocer planes para construir un superdeportivo híbrido gasolina-eléctrico de £700 000 (US $1,15 millones) en el Reino Unido. El fabricante de automóviles planeaba construir un máximo de 250 coches en colaboración con equipo de Fórmula 1 Williams F1. La decisión era parte de un plan de £5 mil millones de inversión, anunciado por Jaguar Land Rover (JLR) en marzo de 2011 en el Salón del Automóvil de Ginebra, para lanzar 40 «nuevos productos significativos» en los próximos cinco años. El modelo fue programado para ser construido a partir de 2013 hasta 2015, a pesar de que aún no se había decidido dónde la producción se llevaría a cabo.
El C-X75 se iba a construir sin las microturbinas, en cambio, la versión de producción utilizaría un motor de gasolina reducido, altamente potenciado, con un motor eléctrico en cada eje. Con el fin de crear una estructura fuerte de peso ligero, se planeó que el chasis estuviera hecha de polímero de fibra de carbono reforzado, y el motor se montaría bajo para la óptima distribución del peso y para retener la silueta del concepto. Se esperaba que la versión de producción C-X75 entregaría emisiones de CO2 de menos de 99 g/km, un tiempo de 0-100 km/h de menos de tres segundos, una velocidad máxima de más de 320 km/h, y un rango eléctrico reducido de 50 km, en comparación con los 110 km del concepto.

## Cancelación
En diciembre de 2012, el director global de marca de Jaguar anunció la cancelación de la producción debido a la crisis económica mundial, ya que el fabricante de automóviles considera que «parece un mal momento para lanzar un superdeportivo de £800 000 a £1 millón». La compañía espera aprovechar parte de la inversión en el desarrollo del C-X75 mediante el uso de la tecnología del C-X75 en futuros Jaguars. La tecnología híbrida podría ser utilizada en un motor de tres cilindros para darle el poder de un motor de seis cilindros, y la aerodinámica sofisticada del C-X75 también puede influir en futuros Jaguars, mientras que la tecnología de sobrealimentación de alta presión podría ser utilizada en el rendimiento futuro de Jaguars con motores de cuatro cilindros. Jaguar anunció su decisión de seguir trabajando en cinco prototipos que se desarrollarán hasta mayo de 2013. Hasta tres de estos entonces se venderán en una subasta, mientras que uno va a entrar en un futuro museo de Jaguar, y el otro será conservado por Jaguar para desmostraciones de rendimiento.

## Aparición enSpectre

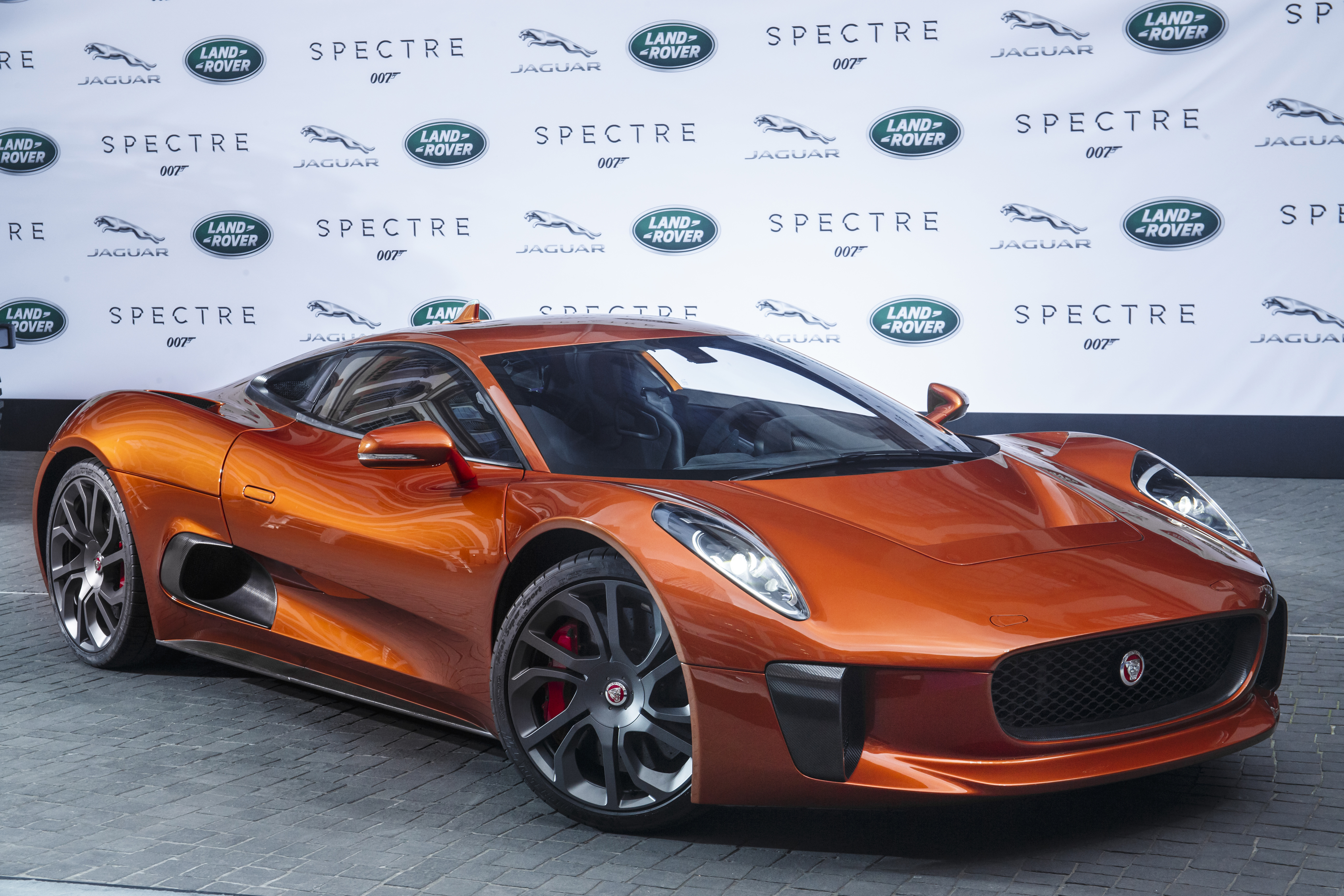
Uno de los Jaguar C-X75 utilizados en Spectre.

Un Jaguar C-X75 aparece en la película de James Bond de 2015, Spectre, como el coche de un villano. Participa en una persecución en coche por Roma contra James Bond, quien conduce un Aston Martin DB10. Jaguar suministró siete ejemplos a los realizadores. Aunque los coches son visualmente fieles al concepto original C-X75, no están relacionados mecánicamente. Según el jefe de operaciones de vehículos especiales de JLR, John Edwards, los coches fueron «fabricados usando un bastidor construido para las especificaciones del Campeonato Mundial de Rally» y alimentado por un «V8 de 5.0 litros sobrealimentado con 542 CV». Aunque esta nueva aparición del C-X75 llevó a especulación de que se estaban reactivando los planes de producción para el coche, Edwards fue citado diciendo que «la película fue una oportunidad para mostrar el C-X75, pero no significa un cambio de estrategia».